# 문선민
문선민(文宣民, 1992년 6월 9일~)은 대한민국의 축구 선수로 포지션은 윙어이다. 현재 FC 서울 소속이다.

## 어린 시절
2011년 고등학교 졸업 이후. 2011년 초, 나이키가 후원하는 더 찬스에 참여했다. 그곳에서 상위 8인에 들어서 잉글랜드의 나이키 아카데미에 입학했다.

## 구단 경력
2012년 스웨덴 3부 리그의 팀인 외스테르순드 FK와 계약하며 프로 생활을 시작했다.
2015년 7월, 유르고르덴 IF으로 이적했다.
2017 시즌을 앞두고 K리그 클래식의 인천 유나이티드와 계약했다. 4라운드 수원 삼성 블루윙즈전에서 데뷔골을 성공시켰다.
2019시즌을 앞두고 이재성과 트레이드를 통해 전북 현대 모터스에 입단했다. 2019년 3월 9일 수원 삼성 블루윙즈와의 경기에서 전북 이적 후 첫 골을 기록했다. 2019년 10월 20일 포항 스틸러스와의 경기에서 1골 1도움을 올리면서 한 시즌 10골-10도움을 달성했다. 이런 활약상으로 2019년 10월 K리그 이달의 선수상을 수상했다. 2019시즌 K리그1에서 32경기 10골 10도움을 기록했으며 K리그1 도움상을 수상했다.
2020시즌을 앞두고 군 복무를 위해 상주 상무에 입대했다. 2020년 5월 16일에 열린 강원 FC와의 경기에서 상주 입대 이후 첫 골을 기록했다.
2021년 7월 6일, 군 복무를 끝내고 전북으로 복귀하였다.

## 국가대표팀 경력
대한민국 U-17에서 3경기를 뛰었다.

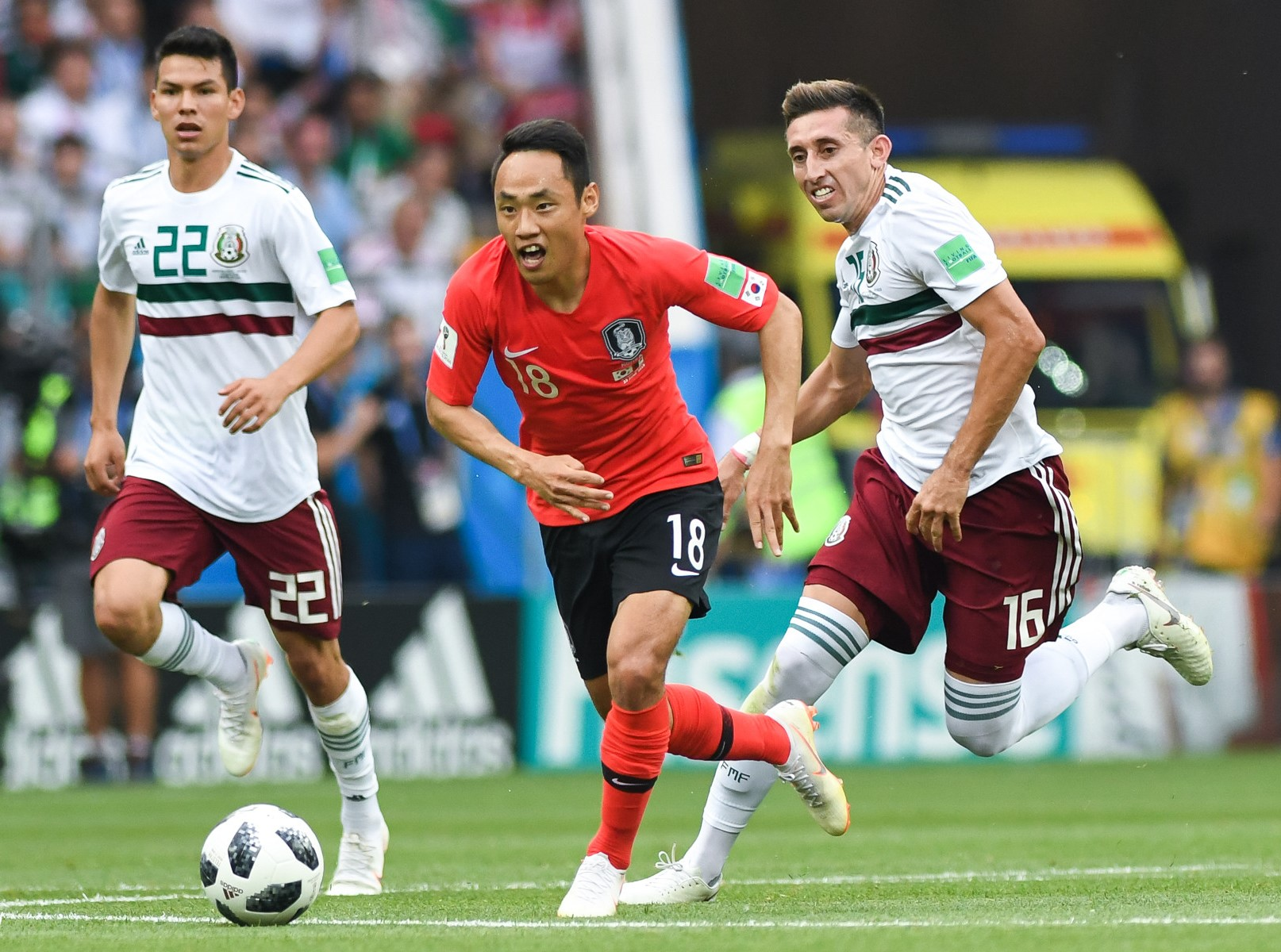
2018년 FIFA 월드컵 대한민국 대 맥시코 경기에서의 문선민

2018년 5월 14일 2018년 FIFA 월드컵을 앞두고 처음으로 대한민국 축구 국가대표팀에 발탁되었다. 이후 5월 28일 대구스타디움에서 열린 온두라스와의 친선 경기에 교체 출전하였고, A매치 데뷔전에서 데뷔골을 기록하였다. 보스니아 전에서도 교체 투입되었다.
그 후, 2018년 6월 2일 최종 명단에 포함되었다. 6월 7일 볼리비아 평가전에서 선발 출전되었으나 후반에 이재성 선수와 교체되었다. 이 경기에서 눈에 띄는 움직임을 보여주지 못하였다.
2018년 FIFA 월드컵에서 멕시코전, 독일전에 선발 출전하였다.
멕시코 전에서, 수비수 이용과 함께 전방 압박을 펼쳤고, 빠른 역습으로 공격 기회를 만들었다. 독일 전에서도 역시 많은 활동량을 보였지만, 결정적 기회에서 바로 차지 않고, 손흥민 선수에게 공을 양보하려는 플레이로 아쉬움을 샀다. 결국 후반 24분에는 교체되어 주세종이 그를 대신하여 남은 시간을 뛰었다.
2018년 11월 20일 오스트레일리아에서 열린 우즈베키스탄과의 경기에서 후반 23분 중거리슛으로 1득점을 기록했다.
2019년 EAFF E-1 풋볼 챔피언십에 참여하는 대한민국 축구 국가대표팀 최종명단에 포함되면서 1년여만에 국가대표팀에 복귀했다. 이 대회에서 문선민은 3경기에 모두 출전했다.

## 경력 통계

### 국가대표팀 득점
| # | 경기일     | 경기장소                                     | 상대팀       | 득점  | 결과  | 비고      |
| - | ---------- | -------------------------------------------- | ------------ | ----- | ----- | --------- |
| 1 | 2018/05/28 | 대한민국, 대구스타디움                       | 온두라스     | 2 – 0 | 2 – 0 | 친선 경기 |
| 2 | 2018/11/20 | 오스트레일리아, 퀸즐랜드 스포츠 및 육상 센터 | 우즈베키스탄 | 3 – 0 | 4 – 0 | 친선 경기 |

## 수상 내역

### 구단

#### 외스테르순드 FK
- 스웨덴 디비전 1 남부 : 우승 (2012)

#### 전북 현대 모터스
- K리그1 : 우승 (2019, 2021)

#### 김천 상무
- K리그2 : 우승 (2021)

### 국가대표

#### 대한민국
- EAFF E-1 풋볼 챔피언십: 우승 (2019)

### 개인
- K리그1 도움왕: 2019
- K리그1 베스트 11: 2019

## 그 외
- 2018시즌을 앞두고 새롭게 K리그 홍보대사로 임명된 감스트의 관제탑 댄스를 본인의 대표적인 골 세레머니로 삼있다.[7]